# Oinasjärvi (sjö i Norra Savolax)
Oinasjärvi är en sjö i Finland. Den ligger i kommunen Sonkajärvi i landskapet Norra Savolax, i den centrala delen av landet, 400 km norr om huvudstaden Helsingfors. Oinasjärvi ligger 122,4 meter över havet. Den är 6,7 meter djup. Arean är 1,01 kvadratkilometer och strandlinjen är 6,82 kilometer lång. Sjön  ingår i Vuoksens huvudavrinningsområde.   I omgivningarna runt Oinasjärvi växer i huvudsak blandskog.